# Omul Păianjen (serie de filme)
Omul Păianjen a apărut în film de la prima sa adaptare din 1977, un film de televiziune difuzat pe CBS. Drepturile de film cu Omul Păianjen au aparținut lui Marvel Entertainment până în 1999, când Sony Pictures Entertainment le-a cumpărat pentru 7 milioane de $. El a fost cel mai de succes personaj Marvel în industria cinematografică americană de atunci.
După vânzarea drepturilor de film cu Omul Păianjen la Sony, Marvel și-a construit propriul său studio, dezvoltând eventual Universul Cinematografic Marvel (UCM) fără cel mai renumit personaj al său. Aceasta s-a schimbat în 2016, când Marvel în sfârșit a putut să îl adauge pe Omul Păianjen în universul său cinematografic, după un parteneriat de licențiere între Sony și Disney. Înțelegerea a sfârșit a fi un succes pentru ambele companii. Următoarele două continuări cu Răzbunătorii, în sfârșit cu Omul Păianjen, au încasat 2 miliarde de $ la box office în toată lumea în premieră. Între timp, Sony în asociere cu Marvel a lansat Universul Omul Păianjen al Sony (UOS), cu Sony intrând la un acord de trei miliarde de dolari de streaming cu Netflix și Disney.

## Istorie
Personajul fictiv Omul Păianjen, un supererou din cărți de benzi desenate creat de Stan Lee și Steve Ditko apărând în publicațiile Marvel Comics, a apărut ca un personaj principal în numeroase filme cinematografice și televizate.
Primele patru filme au avut legături cu seriale de televiziune și au fost arătate la cinematografe numai în câteva țări. Nicholas Hammond l-a interpretat pe Peter Parker / Omul Păianjen în filmul de televiziune din 1977 Omul Păianjen care a dat naștere la un serial de televiziune și a condus la două continuări editate din aceste episoade. Toei Company a creat în 1978 un film cinematografic spin-off al serialului său cu Omul Păianjen, cu Shinji Todō întorcându-se în rolul lui Takuya Yamashiro / Omul Păianjen. Aceste filme nu au fost niciodată lansate în cinematografele din Statele Unite.
În 1999, Sony Pictures Entertainment a cumpărat drepturile de film și televiziune pentru personaj, creând seriale animate de televiziune cu Omul Păianjen și două serii de filme până în 2014: trilogia Omul-păianjen de Sam Raimi (2002–2007) cu Tobey Maguire în rol și dilogia Uimitorul Om-Păianjen de Marc Webb (2012–2014) cu Andrew Garfield în rol. În februarie 2015, Disney, Marvel Studios și Sony au ajuns la o înțelegere să împartă drepturile de film cu Omul Păianjen, conducând la o nouă iterație a Omului Păianjen fiind introdusă și integrată în Universul Cinematografic Marvel. Înțelegerea a permis lui Sony Pictures să continue să dețină, finanțeze, distribuie și să aibă control creativ final la filmele solo cu Omul Păianjen, cu Walt Disney Studios Motion Pictures distribuind filmele în care personajul apare într-un rol secundar. Tom Holland a portretizat această versiune a Omului Păianjen și a apărut în șase filme până în prezent, de la Căpitanul America: Război civil (2016) până la Omul-Păianjen: Niciun drum spre casă (2021). În septembrie 2019, urmând unui blocaj rezultând în terminarea înțelegerii anterioare, Disney și Sony au cedat la criticismul din partea fanilor și au ajuns la o reînnoire a înțelegerii pentru ca versiunea lui Holland să se întoarcă în mai multe filme solo începând cu Omul-Păianjen: Niciun drum spre casă (2021) în care apare alături de Maguire și Garfield întorcându-se din rolurile lor ca personaje secundare. Un al patrulea film UCM Cu Omul Păianjen este în lucru la Sony și Disney.
În 2015, planuri pentru un film de animație cu Omul Păianjen au fost anunțate oficial de Sony, care au devenit eventual Omul-Păianjen: În lumea păianjenului (2018) de la Sony Pictures Animation. Shameik Moore dublează pe Miles Morales / Omul-Păianjen în acest film, cu o mulțime de alte versiuni ale lui Peter Parker și versiuni alternative ale Omului Păianjen din multivers apărând de asemenea. Continuări și spin-off-uri potențiale sunt plănuite.
Filmele cu Omul Păianjen au fost bine primite în general. Au încasat în total 10,2 miliarde de $ la box office-ul global, cu Departe de casă devenind primul film cu Omul Păianjen care să încaseze 1 miliard de $, urmat de Niciun drum spre casă a devenit filmul cu cele mai mari încasări din toate timpurile al Sony. De asemenea, În lumea păianjenului a câștigat Premiul Oscar pentru cel mai bun film de animație.

## Filme timpurii

### FilmeleThe Amazing Spider-Man
| Film                               | Premiera           | Regizor          | Scenarist        | Producător(i)                                             |
| ---------------------------------- | ------------------ | ---------------- | ---------------- | --------------------------------------------------------- |
| Spider-Man                         | 14 septembrie 1977 | E. W. Swackhamer | Alvin Boretz     | Charles W. Fries, Daniel R. Goodman și Edward J. Montagne |
| Spider-Man Strikes Back            | 8 mai 1978         | Ron Satlof       | Robert Janes     | Robert Janes                                              |
| Spider-Man: The Dragon's Challenge | 9 mai 1981         | Don McDougall    | Lionel E. Siegel | Lionel E. Siegel                                          |

### Film japonez

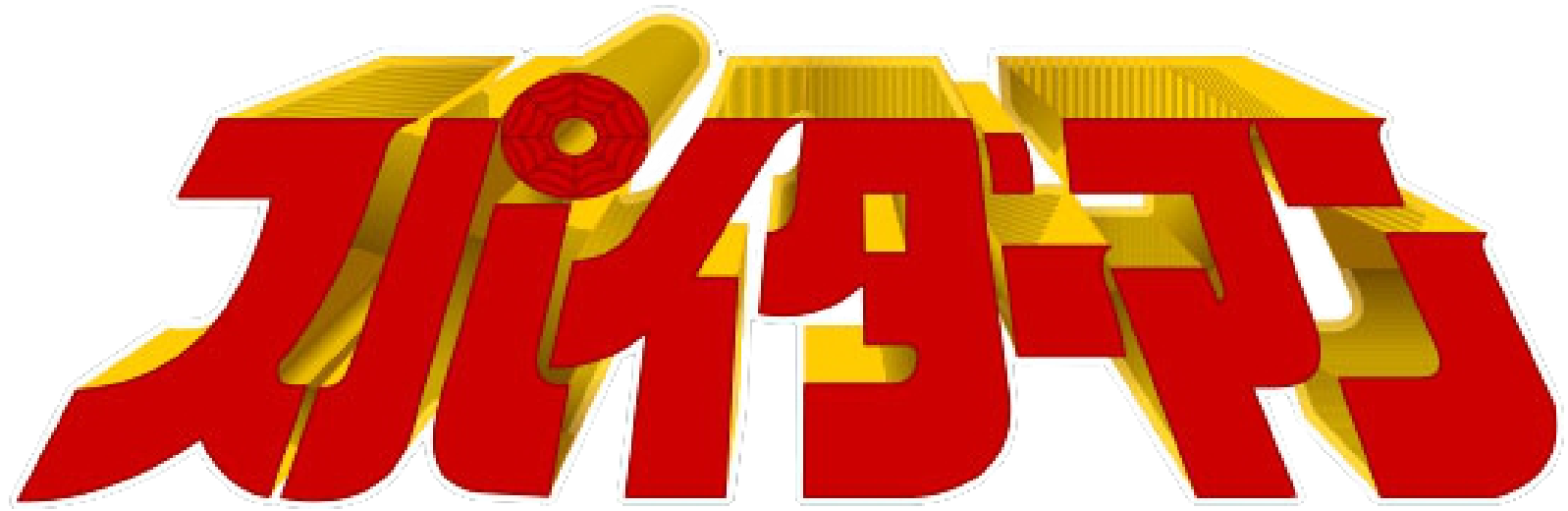
Logo al serialului japonez Spider-Man.

| Film       | Premiera      | Regizor         | Scenarist     | Povestea de    | Producător(i)    |
| ---------- | ------------- | --------------- | ------------- | -------------- | ---------------- |
| Spider-Man | 22 iulie 1978 | Kōichi Takemoto | Susumu Takaku | Saburo Yatsude | Susumu Yoshikawa |

## Trilogia lui Sam Raimi

Logo-ul seriei de Sam Raimi folosit între 2002–2007

| Film            | Premiera      | Regizor   | Scenariști                             | Povestea de                                  | Producători                            |
| --------------- | ------------- | --------- | -------------------------------------- | -------------------------------------------- | -------------------------------------- |
| Omul-Păianjen   | 3 mai 2002    | Sam Raimi | David Koepp                            | N/A                                          | Laura Ziskin și Ian Bryce              |
| Omul-Păianjen 2 | 30 iunie 2004 | Sam Raimi | Alvin Sargent                          | Alfred Gough, Miles Millar și Michael Chabon | Laura Ziskin și Avi Arad               |
| Omul-Păianjen 3 | 4 mai 2007    | Sam Raimi | Sam Raimi, Ivan Raimi și Alvin Sargent | Sam Raimi și Ivan Raimi                      | Laura Ziskin, Avi Arad și Grant Curtis |

## Dilogia lui Marc Webb

Logo-ul seriei de Marc Webb folosit între 2012–2014

| Film                    | Premiera     | Regizor   | Scenariști                                      | Povestea de                                                   | Producători                            |
| ----------------------- | ------------ | --------- | ----------------------------------------------- | ------------------------------------------------------------- | -------------------------------------- |
| Uimitorul Om-Păianjen   | 3 iulie 2012 | Marc Webb | James Vanderbilt, Alvin Sargent și Steve Kloves | James Vanderbilt                                              | Laura Ziskin, Avi Arad și Matt Tolmach |
| Uimitorul Om-Păianjen 2 | 2 mai 2014   | Marc Webb | Alex Kurtzman, Roberto Orci și Jeff Pinkner     | Alex Kurtzman, Roberto Orci, Jeff Pinkner și James Vanderbilt | Avi Arad și Matt Tolmach               |

## Acord de licențiere cu Marvel Studios
| Film                                                         | Premiera          | Regizor               | Scenariști                                                                                         | Povestea de                              | Producători               |
| ------------------------------------------------------------ | ----------------- | --------------------- | -------------------------------------------------------------------------------------------------- | ---------------------------------------- | ------------------------- |
| Omul-Păianjen: Întoarcerea acasă                             | 7 iulie 2017      | Jon Watts             | Jonathan Goldstein, John Francis Daley, Jon Watts, Christopher Ford, Chris McKenna și Erik Sommers | Jonathan Goldstein și John Francis Daley | Amy Pascal și Kevin Feige |
| Omul-Păianjen: Departe de casă                               | 2 iulie 2019      | Jon Watts             | Chris McKenna și Erik Sommers                                                                      | Chris McKenna și Erik Sommers            | Amy Pascal și Kevin Feige |
| Omul-Păianjen: Niciun drum spre casă                         | 17 decembrie 2021 | Jon Watts             | Chris McKenna și Erik Sommers                                                                      | Chris McKenna și Erik Sommers            | Amy Pascal și Kevin Feige |
| Continuare fără titlu a Omul-Păianjen: Niciun drum spre casă | 31 iulie 2026     | Destin Daniel Cretton | Chris McKenna și Erik Sommers                                                                      | Chris McKenna și Erik Sommers            | Amy Pascal și Kevin Feige |

## Seria de animațieLumea păianjenului

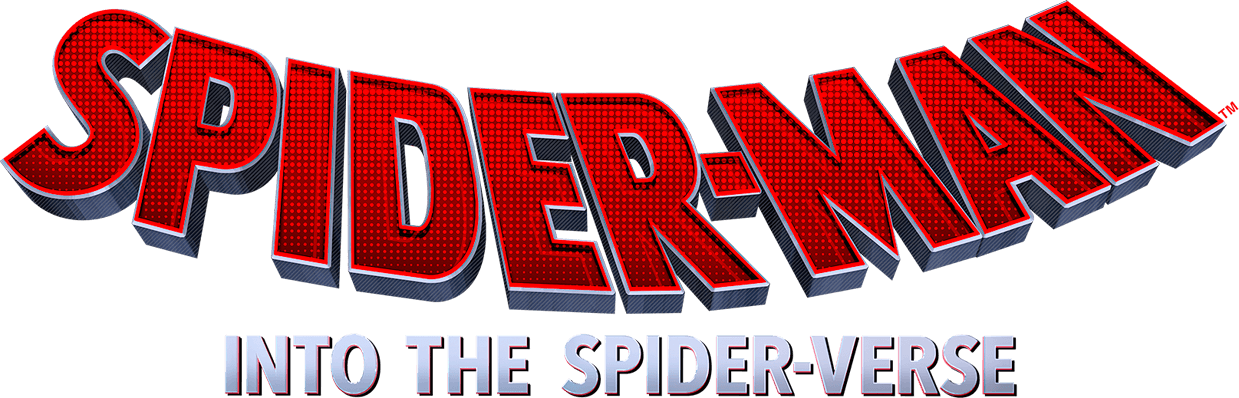
Logo pentru primul film din franciza Lumea păianjenului, Omul-Păianjen: În lumea păianjenului (2018)

| Film                                   | Premiera          | Regizor(i)                                            | Scenariști                                     | Povestea de                                    | Producători                                                                |
| -------------------------------------- | ----------------- | ----------------------------------------------------- | ---------------------------------------------- | ---------------------------------------------- | -------------------------------------------------------------------------- |
| Omul-Păianjen: În lumea păianjenului   | 14 decembrie 2018 | Bob Persichetti, Peter Ramsey și Rodney Rothman       | Phil Lord și Rodney Rothman                    | Phil Lord                                      | Avi Arad, Amy Pascal, Phil Lord, Christopher Miller și Christina Steinberg |
| Omul-Păianjen: Prin lumea păianjenului | 2 iunie 2023      | Joaquim Dos Santos, Kemp Powers și Justin K. Thompson | Phil Lord, Christopher Miller și Dave Callaham | Phil Lord, Christopher Miller și Dave Callaham | Avi Arad, Amy Pascal, Phil Lord, Christopher Miller și Christina Steinberg |
| Spider-Man: Beyond the Spider-Verse    | 25 iunie 2027     | Bob Persichetti și Justin K. Thompson                 | Phil Lord, Christopher Miller și Dave Callaham | Phil Lord, Christopher Miller și Dave Callaham | Avi Arad, Amy Pascal, Phil Lord, Christopher Miller și Jinko Gotoh         |